# Anan'yevo
Anan'yevo (ryska: Anan’yevo, Ананьево) är en ort i Kirgizistan.   Den ligger i oblastet Ysyk-Köl Oblusu, i den nordöstra delen av landet, 250 km öster om huvudstaden Bisjkek. Anan'yevo ligger 1 645 meter över havet och antalet invånare är 7 901.
Terrängen runt Anan'yevo är varierad.  Det finns inga andra samhällen i närheten. 